# Cercle des Nageurs de Marseille
Il CN de Marseille è una società francese che si occupa di nuoto e pallanuoto, con sede a Marsiglia.

## Storia
Fra gli sport acquatici il club è uno dei più antichi e prestigiosi al mondo, fondato nel 1921. Obiettivo del club, come recita il primo articolo del suo statuto, è quello di "diffondere, attraverso i suoi membri, ma soprattutto attraverso la gioventù, l'insegnamento dello sport". Fondatore del club è Fernand David, nuotatore marsigliese che partecipò ai Giochi Olimpici di Anversa, il quale, una volta ritornato a casa, decise di allenare un piccolo gruppo di appassionati. Causa assenza di strutture, il gruppo si allenava nel mare. È Eugène Tisson, il cui figlio Philippe diverrà successivamente un grande nuotatore, a presiedere per primo quello che sarà il più grande club di sport acquatici in Francia. Inizialmente esso si occupava oltre che di nuoto e pallanuoto, anche di tuffi e salvataggio, che successivamente furono però abbandonati.
Nel 1924 Jean Alezard, commerciante marsigliese nonché sindaco di Moustiers-Sainte-Marie, diviene il nuovo presidente, assumendo il timone della società fino alla sua morte, avvenuta nel 1966. I successi arrivano presto, grazie alle chiamate nella selezione nazionale in occasione delle olimpiadi del 1924 e 1928 del nuotatore Salavator Pelegry e della sorella Bienna, tesserati per il club.
Nel 1932 viene inaugurata la prima piscina (d'acqua marina) in un periodo nel quale la squadra di pallanuoto dominava fra le altre squadre del sud della Francia, mentre la forza egemone a livello nazionale era il Tourcoing.
Un'ascesa frenata solo dalla seconda guerra mondiale e dall'occupazione nazista, le quali lasciarono i tre quarti delle strutture completamente distrutte.
A partire dal 1950, dopo aver ottenuto la concessione della spiaggetta, il club prende di nuovo il via e nel 1956 viene inaugurata la prima piscina ad acqua dolce, battezzata Jean Alezard. Nel 1966, in seguito al decesso di Alezard, l'industriale della carta Albert Vahouni assume la presidenza del club e l'anno successivo viene costruita la piscina olimpica.
La squadra vanta ben quarantadue titoli nazionali e quindici Coppe di Francia. Nel 2019 ha conquistato il suo primo titolo continentale, aggiudicandosi la LEN Euro Cup. 
Attuale presidente del club è Paul Leccia, in carica dal 1990.

## Palmarès

### Trofei nazionali
- Campionato francese: 42

1965, 1966, 1967, 1968, 1969, 1970, 1973, 1974, 1975, 1976, 1977, 1978, 1979, 1980, 1981, 1982, 1983, 1984, 1985, 1986, 1987, 1988, 1989, 1990, 1991, 1996, 2005, 2006, 2007, 2008, 2009, 2010, 2011, 2013, 2015, 2016, 2017, 2021, 2022, 2023, 2024, 2025
- Coupe de France: 15

1991, 1996, 1997, 1998, 1999, 2006-2007, 2008-2009, 2009-2010, 2010-2011, 2011-2012, 2012-2013, 2021-2022, 2022-2023, 2023-2024, 2024-2025
- Coupe de la Ligue: 2

2015, 2018

### Trofei internazionali
- LEN Euro Cup: 1

2018-19

## Rosa 2025-2026
| N° |                       | Ruolo | Giocatore             |
| -- | --------------------- | ----- | --------------------- |
|    | Montenegro (bandiera) | P     | Petar Tesanovic       |
|    | Ungheria (bandiera)   |       | Dániel Angyal         |
|    | Francia (bandiera)    | A     | Ugo Crousillat        |
|    | Montenegro (bandiera) | CB    | Vladan Spaić          |
|    | Serbia (bandiera)     | A     | Andrija Prlainović    |
|    | Francia (bandiera)    | U     | Thomas Vernoux        |
|    | Francia (bandiera)    | A     | Romain Marion Vernoux |
|    | Francia (bandiera)    |       | Alexandre Bouet       |
|    | Spagna (bandiera)     | CV    | Marc Larumbe          |
|    | Francia (bandiera)    | CB    | Michaël Bodegas       |

| N° |                        | Ruolo | Giocatore                       |
| -- | ---------------------- | ----- | ------------------------------- |
|    | Francia (bandiera)     | CB    | Pierre-Frederic Vanpeperstraete |
|    | Italia (bandiera)      | CV    | Alessandro Velotto              |
|    | Francia (bandiera)     | P     | Arshak Hovhannisyan             |
|    | Francia (bandiera)     | D     | Andrea De Nardi                 |
|    | Francia (bandiera)     |       | Matteo Lena                     |
|    | Francia (bandiera)     |       | Lwandre Ondo Methogo            |
|    | Francia (bandiera)     | D     | Wyatt William Mitchell          |
|    | Francia (bandiera)     |       | Milan Richard                   |
|    | Ungheria (bandiera)    | CV    | Dániel Angyal                   |
|    | Paesi Bassi (bandiera) |       | Bilal Gbadamassi                |